# Bruinen
El Bruinen, o Sonorona en oestron, es un río ficticio que pertenece al legendarium creado por el escritor británico J. R. R. Tolkien y que aparece en su novela El Señor de los Anillos. Está ubicado en la región de Eriador y nace en las Montañas Nubladas de los múltiples arroyos y vertientes que descienden de estas. Vuelca sus aguas hacia el sudoeste para unirse al río Mitheithel. Rodea el Valle de Rivendel y la Casa de Elrond, y para llegar a ella desde el oeste, hay que cruzar un puente de piedra. Millas abajo el Camino del oeste-este lo cruza por el Vado de Rivendel; antes de llegar a él se extiende una llanura despejada de árboles, de una milla de largo y del otro lado se abre un sendero que sube una loma escarpada.
En la misión del Anillo Frodo lo cruzó en el caballo de Glorfindel y fue ahí donde la crecida del río contuvo a los Jinetes Negros.

## Etimología del nombre
Su nombre es una palabra sindarin que significaría “Río ruidoso”: compuesto por *brui adjetivo que significa “ruidoso”, “turbulento”, “estrepitoso”; raíz *BUR; y Nen, raíz NEN; “(...)«agua», referida a lagos, estanques y ríos menores".